# Steven Derounian

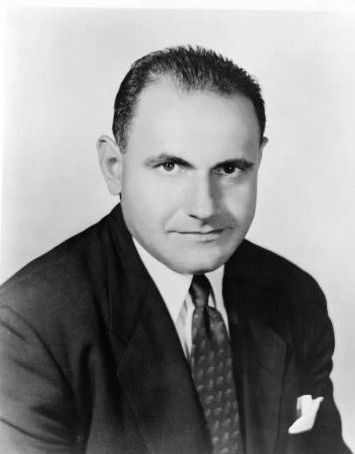
Steven Derounian

Steven Boghos Derounian (* 6. April 1918 in Sofia, Bulgarien; † 17. April 2007 in Austin, Texas) war ein US-amerikanischer Politiker. Zwischen 1953 und 1965 vertrat er den Bundesstaat New York im US-Repräsentantenhaus.

## Werdegang
Steven Derounian war der Sohn armenischer Eltern. Im Alter von drei Jahren kam er mit seiner Familie nach Mineola im US-Bundesstaat New York. Er besuchte die öffentlichen Schulen seiner neuen Heimat. Im Jahr 1938 absolvierte er die New York University. Nach einem anschließenden Jurastudium an der Fordham Law School und seiner 1942 erfolgten Zulassung als Rechtsanwalt begann er in diesem Beruf zu arbeiten. Im Juli dieses Jahres trat er in die United States Army ein. Dort absolvierte er zunächst eine Offiziersschule. Zwischen Oktober 1944 und Mai 1946 war er aktiv im Militärdienst. Dabei erlebte er das Ende des Zweiten Weltkrieges. Bei seinem Ausscheiden aus dem Militärdienst hatte er es bis zum Hauptmann gebracht. Für seine militärischen Leistungen wurde er mit dem Purple Heart und dem Bronze Star ausgezeichnet. Nach dem Krieg schlug er als Mitglied der Republikanischen Partei eine politische Laufbahn ein. Zwischen 1948 und 1952 gehörte er dem Gemeinderat von North Hempstead an.
Bei den Kongresswahlen des Jahres 1952 wurde Derounian im zweiten Wahlbezirk von New York in das US-Repräsentantenhaus in Washington, D.C. gewählt, wo er am 3. Januar 1953 die Nachfolge von Leonard W. Hall antrat. Nach fünf Wiederwahlen konnte er bis zum 3. Januar 1965 sechs Legislaturperioden im Kongress absolvieren. Diese Zeit war von den Ereignissen der Bürgerrechtsbewegung und des Kalten Krieges geprägt. Gegen Ende seiner Kongresszeit begann der Vietnamkrieg. Derounian galt als sehr konservativer Abgeordneter und als Anhänger von Barry Goldwater. Seit 1963 vertrat er den dritten Distrikt seines Staates im Kongress. Im Jahr 1964 unterlag er hauchdünn dem Demokraten Lester L. Wolff.
Zwischen 1969 und 1981 war Steven Derounian Richter am Supreme Court of New York. Später zog er nach Austin in Texas, wo er seinen Lebensabend verbrachte. Dort ist er am 17. April 2007 auch verstorben.